# Mistrzostwa Świata w Kolarstwie Torowym 1975
72. Mistrzostwa Świata w Kolarstwie Torowym 1975 odbyły się w belgijskim Liège. W programie mistrzostw znalazło się jedenaście konkurencji: sprint i wyścig na dochodzenie dla kobiet oraz sprint, wyścig na dochodzenie, wyścig ze startu zatrzymanego zarówno dla zawodowców jak i amatorów, wyścig drużynowy na dochodzenie zawodowców, a także wyścig tandemów i wyścig na 1000 m dla mężczyzn.

## Medaliści

### Kobiety
| Konkurencja                        | Złoto                  | Srebro          | Brąz          |
| ---------------------------------- | ---------------------- | --------------- | ------------- |
| Sprint indywidualny                | Sue Novara             | Iva Zajícková   | Sheila Young  |
| Wyścig indywidualny na dochodzenie | Keetie van Oosten-Hage | Mary Jane Reoch | Denise Burton |

### Mężczyźni
| Konkurencja                                   | Złoto                                                              | Srebro                                                                         | Brąz                                                                            |
| --------------------------------------------- | ------------------------------------------------------------------ | ------------------------------------------------------------------------------ | ------------------------------------------------------------------------------- |
| Sprint indywidualny amatorów                  | Daniel Morelon                                                     | Giorgio Rossi                                                                  | Emanuel Raasch                                                                  |
| Wyścig indywidualny na dochodzenie amatorów   | Thomas Huschke                                                     | Władimir Osokin                                                                | Orfeo Pizzoferrato                                                              |
| Wyścig ze startu zatrzymanego amatorów        | Gaby Minneboo                                                      | Miguel Espinós                                                                 | Jean Pinsello                                                                   |
| Sprint indywidualny zawodowców                | John Nicholson                                                     | Peder Pedersen                                                                 | Ryōji Abe                                                                       |
| Wyścig indywidualny na dochodzenie zawodowców | Roy Schuiten                                                       | Knut Knudsen                                                                   | Dirk Baert                                                                      |
| Wyścig ze startu zatrzymanego zawodowców      | Dieter Kemper                                                      | Cees Stam                                                                      | Jan Breur                                                                       |
| Wyścig drużynowy na dochodzenie               | RFN · Günther Schumacher · Peter Vonhof · Hans Lutz · Gregor Braun | ZSRR · Władimir Osokin · Witalij Pietrakow · Wiktor Sokołow · Aleksandr Pierow | NRD · Norbert Dürpisch · Thomas Huschke · Klaus-Jürgen Grünke · Uwe Unterwalder |
| Wyścig na 1000 m                              | Klaus-Jürgen Grünke                                                | Eduard Rapp                                                                    | Janusz Kierzkowski                                                              |
| Tandemy                                       | -                                                                  | Czechosłowacja · Vladimír Vačkář · Miroslav Vymazal                            | ZSRR · Anatolij Jabłunowski · Siergiej Komiełkow                                |

## Klasyfikacja medalowa
| Miejsce | Państwo           |   |   |   | Razem |
| ------- | ----------------- | - | - | - | ----- |
| 1.      | Holandia          | 3 | 1 | 0 | 4     |
| 2.      | NRD               | 2 | 0 | 2 | 4     |
| 3.      | RFN               | 2 | 0 | 0 | 2     |
| 4.      | Stany Zjednoczone | 1 | 1 | 1 | 3     |
| 5.      | Francja           | 1 | 0 | 1 | 2     |
| 6.      | Australia         | 1 | 0 | 0 | 1     |
| 7.      | ZSRR              | 0 | 3 | 1 | 4     |
| 8.      | Czechosłowacja    | 0 | 2 | 0 | 2     |
| 9.      | Włochy            | 0 | 1 | 1 | 2     |
| 10.     | Dania             | 0 | 1 | 0 | 1     |
|         | Hiszpania         | 0 | 1 | 0 | 1     |
|         | Norwegia          | 0 | 1 | 0 | 1     |
| 13.     | Belgia            | 0 | 0 | 2 | 2     |
| 14.     | Japonia           | 0 | 0 | 1 | 1     |
|         | Polska            | 0 | 0 | 1 | 1     |
|         | Wielka Brytania   | 0 | 0 | 1 | 1     |